# Rioja Baja
La Rioja Baja est la région la plus à l'est de la Communauté autonome de La Rioja (Espagne).
Elle comprend les communes situées sur les rives des rivières Cidacos, Linares, Añamaza et Alhama, c'est-à-dire, les comarques d'Alfaro, Arnedo, Calahorra et de Cervera. Ces territoires sont limités au nord par la rive droite de l'Ebre, à l'est par les provinces de Navarre et de Saragosse, par le sud avec la Sierra du Hayedo Santiago et la Sierra de Achena, où commence la Province de Soria, et par l'ouest avec la Sierra de Hez où commence la Rioja Media.

## Municipalités

### Alfaro
1. Aldeanueva de Ebro
2. Alfaro
3. Rincón de Soto

### Arnedo
1. Arnedillo (Santa Eulalia Somera)
2. Arnedo (Turruncún)
3. Bergasa (Carbonera)
4. Bergasillas Bajera (Bergasillas Somera)
5. Cornago (Valdeperillo)
6. Enciso (El Villar de Enciso, Garranzo, La Escurquilla, Las Ruedas de Enciso, Navalsaz, Poyales, Valdevigas)
7. Grávalos
8. Herce
9. Munilla (Antoñanzas, La Monjía, La Santa, Peroblasco, Ribalmaguillo, San Vicente de Munilla)
10. Muro de Aguas (Ambas Aguas o Entrambas Aguas)
11. Préjano
12. Quel
13. Santa Eulalia Bajera
14. Villarroya
15. Zarzosa

### Calahorra
1. Autol
2. Calahorra (Murillo de Calahorra)
3. El Villar de Arnedo
4. Pradejón
5. Tudelilla

### Cervera
1. Aguilar del Río Alhama y la aldea de Inestrillas
2. Cervera del Río Alhama y sus barrios-aldea: (Cabretón, Rincón de Olivedo o Las Casas, Valdegutur, Valverde, Ventas de Baños o Las Ventas de Cervera
3. Igea
4. Navajún
5. Valdemadera

### Sources
- (es) Cet article est partiellement ou en totalité issu de l’article de Wikipédia en espagnol intitulé « Rioja Baja » (voir la liste des auteurs).